# Thorectes martensi
Thorectes martensi es una especie de coleóptero de la familia Geotrupidae.

## Distribución geográfica
Habita en Nepal.